# Plaza del Azoguejo
La plaza del Azoguejo se  encuentra en la ciudad de Segovia (Castilla y León, España). Fue antaño plaza del mercado de la ciudad y está situada en la parte donde el acueducto de Segovia tiene mayor altura.
 

La plaza suele ser el arranque de toda visita a la ciudad. En otros años fue el lugar de encuentro no sólo de los propios segovianos sino de habitantes de pueblos cercanos. Allí se reunían los labradores, ganaderos y tratantes. Su urbanismo conserva todavía un cierto aire de arquitectura popular con casas no muy altas bien diferenciadas y aportaladas, lo que hace resaltar aún más la monumentalidad del acueducto. Una de las citas más antiguas que se tiene sobre el Azoguejo es un códice de las Cantigas de Alfonso X el Sabio del siglo XIII. 

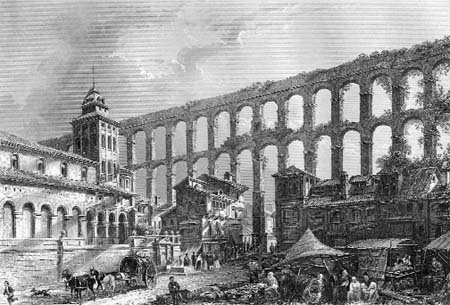
Iglesia de Santa Columba en la plaza del Azoguejo junto al acueducto, en un grabado del, obra de François Hippolyte Lalaisse.

 En el siglo XVII el pintor Antonio Alberti "Barbalunga" plasmó la plaza en una de sus obras; existen numerosos grabados del siglo XVIII en que se puede apreciar sin derribar la iglesia románica de Santa Columba y también las casas medievales que estaban construidas  adosadas al acueducto.
En Segovia existen dos fuentes monumentales del siglo XVII, una se llama del Caño Seco y la otra del Azoguejo por estar ubicada en esta plaza.
Al Azoguejo desemboca la calle Real, arteria relevante dedicada desde tiempos remotos al comercio.
La palabra «azoguejo» probablemente proviene del término «azogue». Mariano Sáez y Romero, en 1918, indica que la plaza del Azoguejo «Se llama así del origen o significado de la palabra derivada de azogue, plaza de algún pueblo donde se tiene el trato y comercio público. Puede proceder también de la palabra árabe zoco, lugar de reunión y comercio, nombrándose azoguejo o zoquejo o zoco pequeño, a diferencia del zoco grande, que era el sitio actual de la plaza Mayor». Miguel de Cervantes hace referencia a la plaza en el Quijote.